# نوال المتوکل
نوال المتوکل (عربی: نوال المتوكل؛ زادهٔ ۱۵ آوریل ۱۹۶۲) سیاستمدار و ورزشکار دو و میدانی اهل مراکش است. از افتخارات وی میتوان به کسب مدال طلا دو ۴۰۰ متر با مانع در بازی‌های المپیک تابستانی ۱۹۸۴ اشاره کرد. وی همچنین برندهٔ جوایزی همچون لژیون دونور (شوالیه) شده‌است.